# ری اکت او اس
ری اکت او اس (به انگلیسی: ReactOS) یک سیستم عامل کدباز است، که تلاش دارد با برنامه‌های نرم‌افزاری و راه‌اندازهای دستگاه‌های ساخته شده برای سیستم عامل مایکروسافت ویندوز NT نسخهٔ ۵ به بعد (ویندوز ۲۰۰۰ و بالاتر) از لحاظ باینری سازگار باشد. تلاش‌های قبلی برای کپی کردن ویندوز ۹۵ در نزدیکی سال ۱۹۹۸ آغاز شد، و با اضافه کردن امکاناتی که در ویندوز وجود دارند ادامه پیدا کرده‌است.
ReactOS عموماً به زبان C، و برخی از اجزا نظیر مرورگر ReactOS، که به زبان C++ نوشته شده‌است. پروژه برای معماری‌های ARM و AMD۶۴ پورت شده‌است و به‌طور جزئی قابلیت‌های API ویندوز را پیاده‌سازی کرده‌است. این امکان آخر از طریق اضافه‌کردن لایه‌های سازگار برای سیستم‌عامل‌های مشابه یونیکس در Wine امکان‌پذیر شده‌است. اما باقی قابلیت‌ها توسط خود توسعه‌دهندگان پروژه اضافه شده‌است. هرچند پیشرفت پروژه به دلیل عدم استقبال توسعه‌دهندگان با اطلاعات مرتبط کاهش پیدا کرده‌است.
رسیدگی‌های گسترده‌ای در زمینه حفاظت از کد در برابر مشکلات قانونی صورت می‌گیرد؛ مثال آن این است که استفاده از رابط برنامه‌نویسی نرم‌افزارهای (API) ویندوز تنها در صورتی مجاز است که از طریق مهندسی معکوس با حفظ پروانه برنامه اصلی صورت می‌گیرد. این ادعا در سال ۲۰۰۶ توسط توسعه‌دهنده سابق پروژه‌ای که شامل کدهای اسمبل نشده نرم‌افزار اسمبلی از ویندوز می‌باشد، صورت گرفت.ادعایی که هیچ مغایرت قانونی با دست‌آورد پروژه نداشت.
ReactOS بیشتر برای اطلاعاتش در زمینه رابط‌های برنامه‌نویسی نرم‌افزاری ویندوز که مستند سازی نشده‌بود؛ و بیشتر از آن به عنوان جایگزین متن‌باز ارائه شده ویندوز شناخته شده‌است.
 هدف اصلی پروژه ReactOS، ارائه سیستم‌عاملی است که به لحاظ باینری با ویندوز هم‌آهنگی داشته‌باشد... به‌طوری که افرادی که با رابط کاربری ویندوز خوگرفته‌اند استفاده از ReactOS را آسان بدانند.هدف نهایی ReactOS آن است که به شما توانایی آن را بدهد که ویندوز خود را پاک کنید و ReactOS را بدون آن که کاربر غیرحرفه‌ای متوجه تغییری شود، جایگزین‌کنید.

## ریشه یابی
نام ری اکت او اِس به وسیله بنیان‌گذار پروژه جِیسون فیل بای اختراع شد که وی یک توسعه دهنده در شرکت بزرگ اوراکل از جنوب آفریقا بود . هنگامی که ‍اصطلاح "او اِس" برای سیستم عامل قرار گرفت، اصطلاح "ری اَکت" به ناخرسندی و عکس‌العمل گروه از موقعیت انحصارگرایانه مایکروسافت اشاره داشت .